# Tiny Broadwick
Georgia "Tiny" Broadwick (1893-1978) est une pionnière de l'aviation, une des premières américaines à avoir sauté en parachute.

## Biographie
Née le 8 avril 1893 à Oxford (Caroline du Nord) sous le nom de Georgia Ann Thompson, elle doit son surnom "Tiny" au fait qu'elle est petite (4 pieds - 1,22 m ou 5 pieds - 1,52 m suivant les sources, pour 85 livres : 38,5 kg).
Elle fait son premier saut en parachute en 1908 depuis un ballon, à l'âge de 15 ans, et fait son premier saut à partir d'un avion le 21 juin 1913 à Los Angeles. En 1914 elle fait des démonstrations pour l'armée, et devient aussi la première à réaliser un saut en chute libre. Avec Lucienne Cayat de Castella, elles sont les premières femmes à effectuer un saut en parachute depuis un avion. 
Lorsqu'elle arrête sa carrière de parachutiste en 1922 elle a réalisé plus de 1 000 sauts. Elle meurt en 1978.